# Ana Mendieta
Ana Mendieta, née le 18 novembre 1948 à La Havane et morte le 8 septembre 1985 à New York, est une performeuse, sculptrice, peintre, photographe et artiste vidéo américano-cubaine.
Son œuvre se situe à la croisée du land art et du body art. Elle est surtout connue pour son travail « earth-body ». Explorant la binarité du genre, son œuvre s'inscrit dans une vision essentialiste du corps et des rapports entre les sexes.
Sa mort après une chute par la fenêtre de son appartement situé au 34e étage est sujette à controverses.

## Biographie
Ana Mendieta naît le 18 novembre 1948 à La Havane, dans une famille cubaine éminente. À 12 ans, elle et sa sœur de 14 ans Raquelin sont envoyées par leurs parents dans le cadre du programme gouvernemental américain qui retire les enfants du régime cubain, deux ans après le coup d'état de Fidel Castro contre le gouvernement autoritaire du président Fulgencio Batista, et les transfère aux États-Unis. À travers l'opération Peter Pan, un programme collaboratif géré par le gouvernement américain et des associations caritatives catholiques, Ana et sa sœur passent leurs premières semaines dans un camp de réfugiés de l'Iowa, avant de passer par plusieurs institutions et familles d'accueil.
En 1966, elles sont rejointes par leur mère et leur petit frère ; leur père les rejoint en 1979 après avoir passé 18 ans en prison à Cuba à cause de son implication dans le débarquement de la baie des Cochons.
À la fin des années 1960, elle étudie à l'université d'Iowa où elle obtient une licence (BA) et un master (MA) en peinture ainsi qu'un master (MFA) en intermedia après avoir suivi les cours d'Hans Breder (en).
Au cours de sa carrière, elle voyage et expose dans de nombreux pays, notamment à Cuba, Mexico, en Italie et aux États-Unis.

### Mort et controverse
Ana Mendieta meurt le 8 septembre 1985 à New York après une chute par la fenêtre de son appartement situé au 34e étage au 300, Mercer Street à Greenwich Village, où elle vit avec son mari, le sculpteur minimaliste Carl Andre, avec qui elle est mariée depuis huit mois.

Juste avant sa mort, les voisins ont entendu le couple se disputer violemment. Ils n'étaient pas témoins oculaires des événements qui entraînèrent la mort de Mendieta. Dans un enregistrement de l'appel d'Andre aux secours on l'entend dire : 

« Ma femme est une artiste, et je suis un artiste, et nous avons eu une dispute à propos du fait que je sois plus, euh, exposé au public qu'elle. Et elle est allée dans la chambre, et je l'ai suivie et elle est passée par la fenêtre. »

En 1988, Andre est accusé de meurtre puis acquitté. Après trois ans de procédures judiciaires, son avocat décrit la mort de Mendieta comme un possible accident ou un suicide. Le juge déclare que « la culpabilité n'a pas été prouvée, au-delà d'un doute raisonnable,. »
L'acquittement provoque un tollé parmi les féministes du milieu de l'art et reste toujours controversé. En 2010, un colloque intitulé « Where is Ana Mendieta » se tient à l'université de New York pour célébrer le 25e anniversaire de sa mort. En mai 2014, le groupe de protestation féministe No Wave Performance Task manifeste devant la rétrospective de Carl Andre à la Dia Art Foundation. Il dépose des piles de sang animal et de boyaux devant l’établissement, tout en distribuant des survêtements transparents où il est écrit « J'aimerais qu'Ana Mendieta soit toujours en vie ». En mars 2015, le No Wave Performance Task et un groupe de poètes féministes originaires de New York se rendent à Beacon pour protester contre la rétrospective d'Andre à la Dia:Beacon. Dans la galerie principale, elles hurlent, fabriquent des « siluetas » sur le sol du musée avec de la neige, teintée avec du paprika, des sprinkles et du faux sang.

### Récompenses
- 1983 : prix de l'Académie américaine de Rome[14]

## Œuvre
Le travail d'Ana Mendieta, généralement autobiographique, s'inscrit essentiellement dans le champ de la performance et aborde les thèmes du féminisme, de la violence, de la mort et de l'appartenance.
Ses œuvres politiques sont généralement associées aux quatre éléments de la nature et empreintes d'une forte dimension spirituelle.
Le travail d'Ana Mendieta est également marqué par la religion et les rites. L'artiste s'intéresse notamment à la santeria, une religion dont la relation à la femme, la nature ou la sexualité diffère du patriarcat qui marque la doctrine catholique.
Elle se tourne vers la performance en 1972 et réalise la plupart de ses interventions, œuvres, performances et films entre 1972 et 1978. Ses performances comptent encore aujourd'hui parmi les plus radicales de ce mouvement artistique. La représentation des abus sexuels et l'utilisation de sang animal imprègnent un grand nombre de ses œuvres.

### Quelques œuvres
En 1972, ses premières performances, Feathers on a Woman et Death of a Chicken, mettent en scène un corps de femme recouvert de plumes blanches ou de sang d'un poulet, fraîchement égorgé entre les mains de la performeuse.
Ces actions reflètent le lien entre le sacrifice animal et le sacrifice des femmes et met au centre la question de l'animalité, la virginité et la création. L'animalité et la virginité sont des thèmes récurrents dans son œuvre et reflètent une volonté de s'approprier et déconstruire la mythologie, notamment le mythe de Leda violée par un cygne ou l'enlèvement d'Europe par Zeus, et soulève la question du rapport érotique entre hommes et femmes, l'humiliation et la réification des femmes.
Dans la série Body on Glass (1972), Ana Mendieta colle son visage à une vitre et témoigne d'une volonté de le traverser, le verre symbolisant le mur invisible sur lequel les espérances féminines se heurtent.

#### Autoportrait en sang
Réalisée en 1973, Untitled (Self Portrait with Blood - Autoportrait en sang) est une photographie en couleur montrant une vue rapprochée du visage d'une jeune femme ruisselant de sang. Elle fait partie d'un groupe d'images qui documentent une performance dans laquelle l'artiste a posé pour l’appareil photographique avec du sang coulant sur son visage, son cou et ses vêtements de coton blanc. Sur ce cliché, la tête est inclinée vers l'arrière mettant en avant ses narines ensanglantées. Ses yeux entrouverts regardent directement le spectateur. Le sang recouvre son front et coule le long de son nez, dans ses lèvres et sur les côtés de son visage, coagulant dans ses longs cheveux noirs. Mendieta a photographié ses performances et ses happenings à l'aide de diapositives 35 mm. Cette œuvre, conservée à Londres à la Tate Modern, est dans la lignée de celles que Mendieta a créé les années précédentes comme Untitled (Variations esthétiques du visage) où elle pose face à l’objectif, déformant son visage par le maquillage, les perruques et des collants déchirés enfilés sur sa tête.

#### Siluetas
La série Siluetas, réalisée entre 1973 et 1980, met en scène des empreintes de son corps, visibles en creux dans la terre et le sable ou réalisées par un assemblage de divers éléments naturels. Ana Mendieta a utilisé son propre corps, pour marquer sa silhouette sur la terre, l'herbe, le sable, la boue, la neige ou la glace. Les formations rocheuses naturelles, la végétation, les matériaux et les débris terreux, le feu, l'eau et la poudre à canon sont devenus ses supports lorsqu'elle s'est tournée vers la production d’œuvres en plein air. Ces empreintes sont destinées à être éphémères, la nature pouvant reprendre son droit, et sont parfois asexuées. Cette série est imprégnée d'un double mouvement : celui du marquage du corps dans la nature, grâce aux empreintes laissées, mais aussi l'effacement de ce même corps, par leur caractère temporaire. Cette période est extrêmement prolifique : environ 200 pièces individuelles de la série Siluetas sont documentées dans des films et des photographies. La série a été, pour l'essentiel, réalisée dans les environs d'Iowa City (où elle a vécu) et près d'Oaxaca, au Mexique (où elle s'est rendue durant l'été). Les Siluetas ont été le début d'une forme d'art nouvelle et puissante dont elle a été la pionnière, en mêlant terrassement, féminisme, performance, art conceptuel, photographies et films.
Ana Mendieta a souvent utilisé son corps nu pour explorer et se connecter à la terre, comme on peut le voir dans son œuvre Imagen de Yagul, issue de la série Siluetas Works in Mexico 1973-1977. Sur la photographie de cette performance, on voit Ana Mendieta allongée nue dans une tombe préhispanique — probablement d'origine zapotèque — sur le site mésoaméricain de Yagul. Elle est recouverte de fleurs blanches et d’herbe arrangées par Hans Breder. Celui-ci prend une série de photographies à partir de laquelle Mendieta a imprimé une seule image emblématique. Cette œuvre révèle son désir de fusionner ou de ne faire qu’un avec la terre. La réalisation de l'œuvre dans une tombe préhispanique fait référence à la culture mexicaine et vient renforcer les liens avec un passé ancestral — avec lequel Mendieta ressentait une étroite affinité — et avec les histoires et les systèmes de croyances des civilisations que Mendieta estimaient être plus en phase avec les ressources naturelles. Les Siluetas ont rendu tangible la croyance de Mendieta en la terre comme déesse, enracinée dans la Santeria afro-cubaine.

### Performances: 1972-1980
- Feathers on a Woman, 1972.
- Death of a Chicken, 1972.
- Facial Variation Cosmetic, 1972.
- Transplantation de poils faciaux, 1972.
- First Silueta ou Flowers on Body, 1973.
- Rape Scene, 1973.
- Blood and feathers, 1974.
- Sans Titre - Trajectoire de corps, 1974.
- Old Man's Creek, 1976.
- Tree of Life, 1976-1977.
- Siluetas, 1973-1980.

## Expositions

### Expositions personnelles et collectives
- 1980 : Museo de Arte Contemporaneo, São Paulo.
- 1987 : The New Museum, New York.
- 1993 : Centre d'art contemporain, île de Vassivière.
- 1996 : Centro Galego de Arte Contemporanea, Compostella.
- 1998 : Museum of Contemporary Art, Los Angeles.
- 1999 : MARCO, Monterrey.
- 2001 : galerie Lelong, Zurich.
- 2004 : Whitney Museum, New York.
- 2005 : The Hirshhorn Museum, Washington.
- 2011 : galerie Lelong, Paris.
- 2012 : Phoenix Art Museum, Arizona.
- 2013 :
  - Hayward Gallery, Southbank Center, Londres ;
  - galerie Lelong, New York ;
  - Herbert F. Johnson Museum of Art, New York ;
  - Castello di Rivoli, Turin ;
  - Tate Modern, Londres ;
  - Museum of Contemporary Art, Sydney.
- 2014 : 
  - Prison Sainte Anne, Collection Lambert, Avignon ;
  - Museum of Contemporary Art Chicago ;
  - Palais des Beaux-Arts, Bruxelles ;
  - Museum der Moderne, Salzbourg.
- 2015 :
  - Katherine E. Nash Gallery Regis Center for Art, Minneapolis ;
  - Collection Verbund, Vienne.
- 2016 :
  - Centre Pompidou, Metz ;
  - Contemporary Art Center, Bruxelles ;
  - musée d'Art de Fort Lauderdale, Fort Lauderdale ;
  - galerie Lelong, New-York ;
  - Saint Louis Art Museum, Saint-Louis.
- 2017 :
  - Centre Photographique d'Île-de-France, Pontault-Combault ;
  - Berkeley Art Museum and Pacific Film Archive, Berkeley.
- 2018 : 
  - Martin-Gropius-Bau, Berlin ;
  - Give A Damn, The Frances Young Tang Teaching Museum, Saratoga Springs, New York ;
  - Ana Mendieta, Carollee Schneemann, Francesca Woodman… Laid Bare in the Landscape, Nevada Museum of Art, Reno ;
  - Covered in Time and History: The Films of Ana Mendieta, Jeu de paume, Paris[24] ;
  - Wilderness, Schirn Kunsthalle, Francfort ;
  - Cuba et Miami, 1981-1983, galerie Lelong & Co, Paris.

#### Rétrospectives
En 2017, 23 films sont restaurés et présentés au Berkeley Art Museum and Pacific Film Archive en Californie et en 2018 à Berlin, au Martin-Gropius-Bau.
En 2018, une rétrospective de l’œuvre filmée d'Ana Mendieta est présentée au Jeu de Paume à Paris.

## Collections publiques

### États-Unis
- Miami, Cisneros Fontanals Art Foundation.
- San Francisco, musée d'Art moderne.

### Espagne
- Barcelone, musée d'Art contemporain.

### France
- Paris, musée national d'Art moderne.

### Japon
- Kanazawa, musée d'Art contemporain du XXIe siècle.

### Suisse
- Lucerne, Kunstmuseum Luzern (en).

## Sources
- (en) Cet article est partiellement ou en totalité issu de l’article de Wikipédia en anglais intitulé « Ana Mendieta » (voir la liste des auteurs).